# Yagate Kimi ni Naru
Yagate Kimi ni Naru (やがて君になる lit. Al final te convertirás en ti misma?), conocida internacionalmente como Bloom into you, es una serie de manga de género yuri escrita e ilustrada por Nio Nakatani. Comenzó su serialización en la revista mensual Dengeki Daioh de ASCII Media Works el 27 de abril de 2015, bajo la etiqueta Dengeki Comics NEXT, y finalizó el 27 de septiembre de 2019 con un total de 8 volúmenes tankōbon. El manga fue licenciado en España por Planeta Cómic y en Estados Unidos por Seven Seas Entertainment. Una adaptación a serie de anime producida por Troyca se emitió entre octubre y diciembre de 2018.

## Argumento
A Yuu siempre le ha encantado el manga shōjo, por lo que es consciente de lo que debería sentir si recibiera una confesión. Pero cuando un compañero de su clase confiesa sus sentimientos hacia ella, no siente nada y dice que necesita tiempo. Cuando ingresa a la escuela secundaria, todavía no está segura de cómo responder. En su nueva etapa en la escuela secundaria, Yuu tiene dudas respecto a si entrar en un club o no, entonces recibe la recomendación de un profesor para apoyar en las labores del consejo estudiantil. De camino a reunirse al lugar donde está el consejo, Yuu ve a un par de estudiantes ocultos detrás de un edificio de la escuela, es la futura presidenta del consejo estudiantil, Touko Nanami, rechazando una confesión de un compañero suyo. 
Yuu se inspira para pedirle consejo, pues parece que la presidenta lidia con esos sentimientos muy a menudo. La nueva estudiante descubre que Nanami nunca ha aceptado una confesión, porque dice, ninguno de ellos le ha hecho sentir algo en particular. Nanami es elegida candidata a presidenta del consejo y gana. Las dos chicas se hacen buenas amigas y pasan tiempo juntas, conociendo su vida. Nanami se da cuenta de que podría enamorarse de Yuu, por su actitud hacia ella, y decide confersarle sus sentimientos, que son respondidos de forma negativa o ambigua por parte de Yuu. Con el tiempo, la presidenta aprende más sobre su nueva amiga, pasando más tiempo juntas e incluso durante un instante son descubiertas por Maki, quien apoya su relación, aunque Yuu la niegue. Dentro y fuera de la escuela las dos chicas llevan una buena química. Con el fin de lograr comprender y apoyar más a su amiga, Yuu descubre el pasado de la presidenta y decide estar a su lado todo el tiempo, incluso si termina enamorándose de ella.

## Personajes
Yuu Koito (小糸 侑 Koito Yuu?)
Voz por: Yūki Takada
Yuu es una estudiante de secundaria de primer año que tiene problemas para experimentar sentimientos de amor. Ella es del tipo que le cuesta rechazar cualquier solicitud que se le haga.
Touko Nanami (七海 燈子 Nanami Touko?)
Voz por: Minako Kotobuki
Touko es una estudiante de secundaria y presidenta del consejo estudiantil. Tiene problemas para experimentar sentimientos de amor hasta que conoce a Yuu, con quien lleva una relación de amistad, y poco a poco empieza a tener sentimientos hacia ella.
Sayaka Saeki (佐伯 沙弥香 Saeki Sayaka?)
Voz por: Ai Kayano
Sayaka es la mejor amiga de Nanami desde primer grado. Es estudiante de secundaria de segundo año y vicepresidente del consejo estudiantil. Estudió en una escuela para mujeres, donde conoció a su primer amor.
Seiji Maki (槙 聖司 Maki Seiji?)
Voz por: Taichi Ichikawa
Maki es un estudiante de secundaria de primer año y uno de los nuevos miembros del consejo estudiantil. Creció rodeado de dos hermanas mayores y una hermana menor, por lo que le resulta fácil hablar con las niñas.
Suguru Doujima (堂島 卓 Doujima Suguru?)
Voz por: Shō Nogami
Doujima es un estudiante de secundaria de primer año y miembro del consejo estudiantil.
Koyomi Kanō (叶 こよみ Kanō Koyomi?)
Voz por: Konomi Kohara
Koyomi es la compañera de clase y amiga de Yuu de la escuela media. Ella quiere ser escritora, de carácter un poco reservado y le encanta leer.
Akari Hyuuga (日向 朱里 Hyuuga Akari?)
Voz por: Yuka Terasaki
Akari es el compañera de clase y amigo de Yuu de la escuela secundaria. Ella es miembro del club de baloncesto.
Riko Hakozaki (箱崎 理子 Hakozaki Riko?)
Voz por: Mai Nakahara
Hakozaki es una profesora de literatura y consejera del consejo estudiantil. Es pareja de Miyako Kodama.
Miyako Kodama (児玉 都 Kodama Miyako?)
Voz por: Nanako Mori
Es la dueña de un café que frecuentan las miembros del consejo estudiantil. Es pareja de la profesora Hakozaki, con quien mantiene una relación en secreto y viven juntas en un departamento.
Rei Koito (小糸 怜 Koito Rei?)
Voz por: Mikako Komatsu
Es la hermana mayor de Yuu, es una estudiante universitaria y tiene un novio que lleva de manera regular a la casa. Le gusta hacer postres.

## Contenido de la obra

### Manga
Escrita e ilustrada por Nio Nakatani, la serie de manga comenzó la serialización en abril de 2015, en la revista mensual Dengeki Daioh de la editorial ASCII Media Works. El 27 de septiembre de 2019 se publicó el último capítulo de la serie, siendo compilada en un total de ocho volúmenes tankōbon. Durante el Salón del Manga de Barcelona de 2018 la editorial Planeta Cómic anunció que publicaría la serie en España, siendo el primer volumen publicado en septiembre de 2019. En Estados Unidos el manga fue licenciado por Seven Seas Entertainment el 14 de febrero de 2016, y el primer volumen fue lanzado en enero de 2017.

#### Lista de volúmenes
| N.º | Título                                                                                 | Fecha de lanzamiento     | ISBN original          |
| --- | -------------------------------------------------------------------------------------- | ------------------------ | ---------------------- |
| 1   | «Suki o shiranai shōjo ga deau, hitosujinawade wa ikanai ── on'nanoko dōshi no ren'ai» | 27 de octubre de 2015    | ISBN 978-4-04-865432-6 |
| 2   | «Watashi ni suki wa, otozurenai»                                                       | 27 de abril de 2016      | ISBN 978-4-04-865875-1 |
| 3   | «Kono mama de itai. Hontoda yo»                                                        | 26 de noviembre de 2016  | ISBN 978-4-04-892431-3 |
| 4   | «Wagamamada. Anata mo, watashi mo»                                                     | 27 de junio de 2017      | ISBN 978-4-04-892919-6 |
| 5   | «Kokode wanai basho e»                                                                 | 27 de enero de 2018      | ISBN 978-4-04-893541-8 |
| 6   | «Senpai wa mou, daijoubu da ne»                                                        | 27 de septiembre de 2018 | ISBN 978-4-04-912047-9 |

### Anime
Una serie de anime para televisión fue anunciada en la revista Dengeki Daioh en abril de 2018. La serie es dirigida por Makoto Katō y escrita por Jukki Hanada. Producida por el estudio Troyca, el diseño de los personajes fue de Hiroaki Gohda y Michiru Ōshima compuso la música. Salió al aire en octubre de 2018, con el tema de apertura Kimi ni Furete interpretado por Riko Azuna y el tema de cierre hectopascal de Yūki Takada y Minako Kotobuki.

#### Lista de episodios
| #  | Título | Estreno                 |
| -- | --- | ----------------------- |
| 1  | «No puedo alcanzar la estrella» «Watashi wa Hoshi ni Todokanai» (わたしは星に届かない)                                        | 5 de octubre de 2018    |
| 2  | «Fiebre / Solicitud de primer amor» «Hatsunetsu / Hatsukoi Shinsei» (発熱／初恋申請)                                          | 12 de octubre de 2018   |
| 3  | «Todavía en la atmósfera / Alguien a quien le gusto» «Mada Taikiken / Watashi o Suki na Hito» (まだ大気圏／わたしを好きな人)  | 19 de octubre de 2018   |
| 4  | «Distancia entre el amor y el beso / No es un actor» «Suki to Kisu no Kyori / Yakusha janai» (好きとキスの距離／役者じゃない) | 26 de octubre de 2018   |
| 5  | «Problema de elección / Problema de elección: Continuación» «Sentaku Mondai / Zoku Sentaku Mondai» (選択問題／続・選択問題)   | 2 de noviembre de 2018  |
| 6  | «Encierra las palabras / Trampa en palabras» «Kotoba wa Tojikome / Kotoba de Tojikomete» (言葉は閉じ込めて／言葉で閉じ込めて) | 9 de noviembre de 2018  |
| 7  | «Muchos secretos / Chispas» «Himitsu no takusan / Tanebi» (秘密のたくさん／種火)                                              | 16 de noviembre de 2018 |
| 8  | «Intersección / Caída» «Kōten / Ori Komeru» (交点／降り籠める)                                                                | 23 de noviembre de 2018 |
| 9  | «En su posición / No puedo escuchar el arma» (位置について／号砲は聞こえない)                                                 | 30 de noviembre de 2018 |
| 10 | «Menos que yo / Estrella del día / Escapar del agua» (私未満／昼の星／逃げ水)                                                 | 7 de diciembre de 2018  |
| 11 | «Centro de gravedad triangular / Fuego» (三角形の重心／導火)                                                                  | 14 de diciembre de 2018 |
| 12 | «Ni siquiera puedo respirar si me doy cuenta» (気が付けば息も出来ない)                                                        | 21 de diciembre de 2018 |
| 13 | «A la estación terminal / Faro» (終着駅まで／灯台)                                                                            | 28 de diciembre de 2018 |

## Recepción
La gerente de producción de Seven Seas, Lissa Pattillo, elogió la «adorable obra de arte y la encantadora historia de amor» presente en esta serie.[cita requerida]
Erica Friedman, presidenta de Yuricon y ALC Publishing, revisó el manga y elogió el realismo de los personajes. Añadió que, a diferencia de la mayoría de las otras series de yuri, esta presenta personajes masculinos prominentes, lo que fue un cambio refrescante. También señaló que, aunque Yuri no es poco común en Dengeki Comics, la mayoría de las veces, esas series son del tipo "altamente de servicio". Y por eso le pareció alentador tener una serie "bonita" de yuri como Bloom Into You, en lugar de uno "vagamente repulsivo". Sin embargo, también encontró algunos aspectos problemáticos en la serie. Dijo que el escenario se presenta de tal manera que si los sentimientos de Touko son "honestos y sinceros", entonces "por supuesto, Yuu se enamorará de ella". Pero en el mundo real, los sentimientos sinceros no deben ser una "especie de contrato" que "debe ser devuelto por el objeto de su afecto". Ella postuló, ¿y si, por ejemplo, Yuu fuera asexual? Entonces nunca tendría esos sentimientos por Touko. Como resultado, expresó su preocupación de que la agencia de Yuu sería "despojada de ella" a medida que la narración continúa. En revisiones de volúmenes posteriores, expresó su continua desaprobación de la "falta de consentimiento y coerción" de Touko que está usando en Yuu.